# Volturno Sporting Club
Volturno Sporting Club é um clube de polo aquático italiano da cidade de Santa Maria Capua Vetere.

## História
Volturno Sporting Club foi fundado em 1981.'

## Títulos
- LEN Euro Cup
  - Vice 1991-92
- Liga Italiana
  - Vice - 1993-94